# 俄罗斯海军第22军
俄罗斯海军第22军是（羅馬化：22-y Armeyskiy Korpus}）是隶属于俄罗斯海军黑海舰队岸防部队的一支军级作战单位，建立于2017年，军部位于辛菲罗波尔。为南部军区作战单位。

## 编制
截至2021年，其编制包括：
- 第126独立近卫岸防旅（英语：126th Coastal Defence Brigade）[2]
- 第127独立侦察旅[3]
- 第8独立炮兵团[4][5]
- 第1096独立防空导弹团[4]
- 第4独立核生化防护团[6]